# Aeródromo Icalma
El Aeródromo Icalma (OACI: SCQI) es un terminal aéreo ubicado cerca de Icalma, en la Provincia de Malleco, Región de la Araucanía, Chile. Es de propiedad pública.